# فولکه النویک
فولکه النویک (انگلیسی: Folke Alnevik; ۳۱ دسامبر ۱۹۱۹ – ۱۷ اوت ۲۰۲۰) ورزشکار دو و میدانی اهل سوئد بود.